# Dominik Mysterio
Dominik Gutiérrez (San Diego, 5 de abril de 1997) é um lutador profissional americano atualmente contratado pela WWE, onde atua no Raw sob o nome de ringue Dominik Mysterio e é o atual campeão intercontinental em seu primeiro reinado. Ele também é membro do grupo The Judgment Day. Mysterio foi por duas ocasiões campeão norte-americano do NXT.
Gutiérrez é um lutador profissional de terceira geração, depois de seu pai Rey Mysterio e seu tio-avô Rey Misterio Sr. Ele esteve envolvido com a luta livre profissional durante a maior parte de sua vida, por participar de eventos da WWE quando criança para ver seu pai. Ele teve seu primeiro envolvimento direto quando tinha 8 anos em 2005, numa história em que seu pai lutou com Eddie Guerrero por sua custódia legal. Ele então começou a treinar em 2017 e mais tarde começou a aparecer com seu pai na televisão pela WWE em 2019. No ano seguinte, ele começou uma rivalidade com Seth Rollins, que culminou em sua luta de estreia no SummerSlam daquele ano em um combate onde ele foi derrotado. Ele então formou uma dupla com seu pai na qual eles conquistaram o Campeonato de Duplas do SmackDown uma vez, tornando-os os primeiros pai e filho a ganharem um campeonato de duplas na WWE. Mais tarde, ele se voltou contra seu pai em 2022 para se juntar ao grupo de vilões, The Judgment Day e lutou contra seu pai na WrestleMania 39 e na XL, sendo derrotado em ambos os eventos. Mysterio derrotaria Finn Bálor, Penta e Bron Breakker, o campeão vigente, pelo Campeonato Intercontinental na WrestleMania 41, fazendo o pinfall em Balor.

## Carreira na luta livre profissional

### World Wrestling Entertainment/WWE

#### Primeiras aparições (2003-2010)
Antes de se tornar um lutador profissional, Gutiérrez foi aos eventos da WWE para ver seu pai em várias ocasiões. Ele teve seu primeiro enredo no verão de 2005, como parte de uma história entre seu pai e Eddie Guerrero, no qual os dois rivais lutaram pela custódia dele. Durante a história, Guerrero afirmou que ele era o pai biológico de Dominik. Mysterio derrotou Guerrero em uma luta pela custódia de Dominik no SummerSlam. Ele fez mais duas aparições em 2006, primeiro na WrestleMania 22 com Angie e Aalyah assistindo seu pai vencer o Campeonato Mundial de Pesos Pesados pela primeira vez e a segunda na edição de 15 de setembro do SmackDown! onde ele assistiu nos bastidores enquanto seu pai lutava com o Mr. Kennedy. Ele apareceu mais uma vez no episódio de 12 de março de 2010 do SmackDown, desta vez durante a rivalidade entre Rey Mysterio e a Straight Edge Society (CM Punk, Luke Gallows e Serena).

#### Estréia no ringue (2019-2020)
Em 2018, Gutiérrez começou a treinar com Jay Lethal e seu pai para se tornar um wrestler profissional. Em 19 de março de 2019, no episódio do SmackDown Live, Dominik apareceu no programa com seu pai, Rey Mysterio, que anunciou que enfrentaria Samoa Joe pelo Campeonato dos Estados Unidos na WrestleMania 35. Ele apareceu mais uma vez no Raw de abril a junho, durante a rivalidade entre Mysterio e Joe. Durante os meses seguintes, ele se envolveu na história e nas lutas de seu pai, incluindo interferir na luta de Rey contra Brock Lesnar pelo Campeonato da WWE no Survivor Series.
Em maio de 2020, Rey Mysterio rivalizou com Seth Rollins e Murphy. Dominik teve sua primeira luta no SummerSlam, onde foi derrotado por Rollins em um combate Street Fight. No Payback, Dominik se juntou a seu pai para derrotar Rollins e Murphy e sua primeira vitória na WWE. A história também incluiu a irmã de Dominik, quando ela começou a mostrar sentimentos por Murphy. No entanto, o enredo foi abandonado.

#### The Mysterios (2019–2022)
Como parte do Draft de 2020 em outubro, Mysterio foi transferido para o SmackDown. Lá, ambos focados na divisão de tag team, na busca pela conquista dos campeonatos. Ele também participou do kickoff do Survivor Series durante uma batalha real e a luta Royal Rumble no Royal Rumble, mas foi eliminado. Com seu pai, eles tentaram ganhar o Campeonato de Duplas do SmackDown na edição da WrestleMania do SmackDown, mas Dolph Ziggler e Robert Roode mantiveram os títulos. Na WrestleMania Backlash, eles ganharam o título, marcando o primeiro campeonato de Dominik na WWE, e fazendo dele e Rey os primeiros pai e filho campeões de tag team na história da WWE. Em Money in the Bank, The Mysterios perderam os títulos para The Usos, terminando seu reinado em 63 dias. Uma revanche pelos títulos foi marcada para SummerSlam, mas não conseguiram recuperar os títulos. Na edição de 10 de setembro de 2021 do Smackdown do Madison Square Garden, Dominik se juntou a seu pai e John Cena para enfrentar a equipe de Roman Reigns e os Usos em uma luta de 6 homens em uma dark match.
Como parte do Draft de 2021, Rey e Dominik foram transferidos para o Raw. No episódio de 25 de outubro do Raw, Dominik perdeu para Austin Theory. Na semana seguinte, no episódio de 1º de novembro do Raw, seu pai, Rey, perdeu para Theory por desqualificação, depois de dar um tapa no rosto de Theory, antes que o árbitro Rod Zapata o flagrasse e tocasse o sino do ringue. No Royal Rumble, em 29 de janeiro de 2022, Dominik entrou como número #14, mas foi rapidamente eliminado por Happy Corbin. No episódio de 21 de fevereiro do Raw, The Miz desafiou os Mysterios para uma luta de duplas na WrestleMania 38, com o influenciador de mídia social Logan Paul como seu parceiro, desafio que eles aceitaram. Na primeira noite do evento, em 2 de abril, Dominik e Rey foram derrotados por Miz e Paul. No episódio de 27 de junho do Raw, The Mysterios competiram em uma battle royal qualificatória para o Money in the Bank, que foi vencida por Riddle.

#### The Judgment Day (2022–presente)

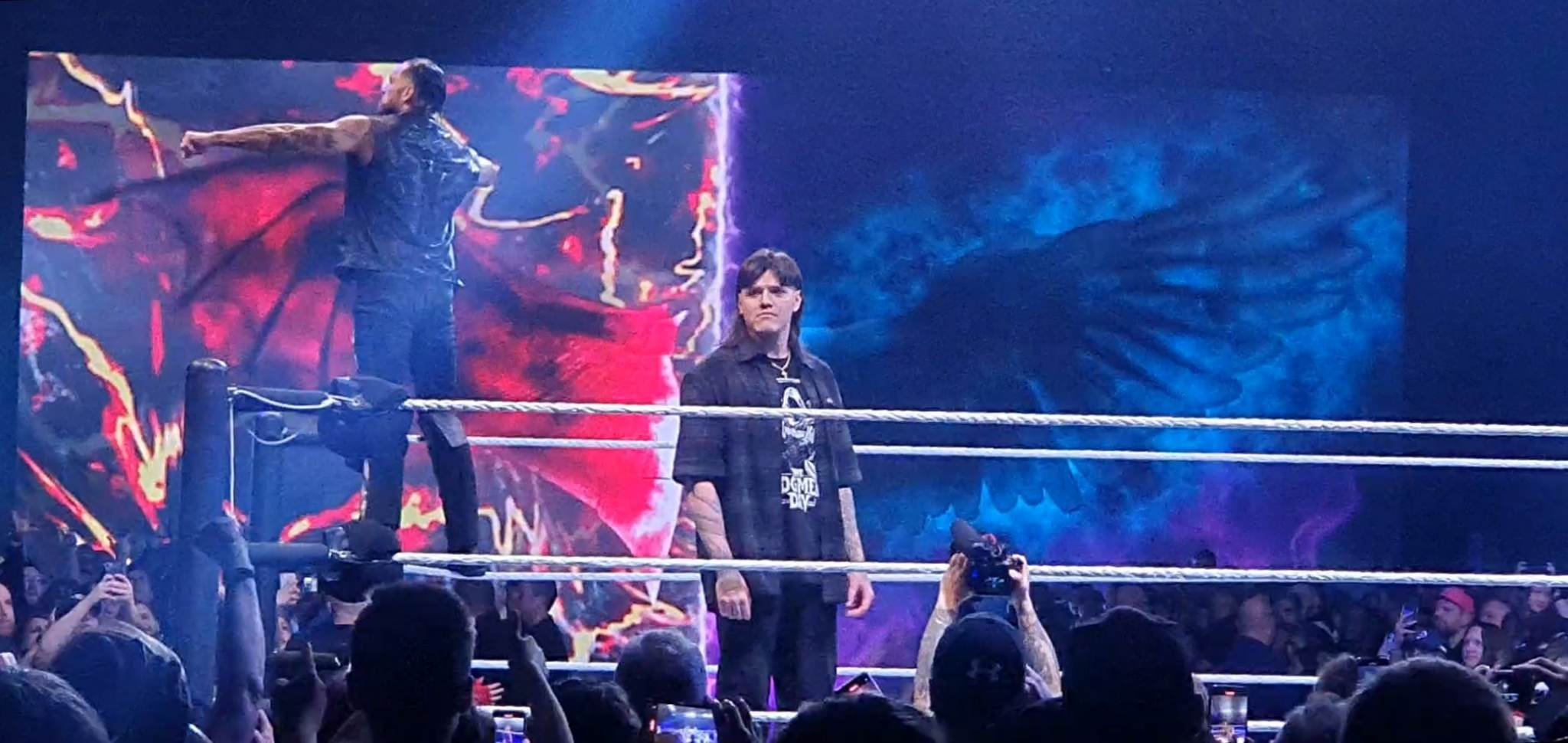
Mysterio se juntou ao The Judgment Day em setembro de 2022.

No verão de 2022, os Mysterios começaram uma rivalidade com o The Judgment Day (Finn Bálor, Damian Priest e Rhea Ripley) devido às tentativas do grupo de recrutar Dominik e traí-lo em relação a seu pai. No SummerSlam, em 30 de julho, os Mysterios derrotaram Bálor e Priest com a interferência de Edge, o ex-líder do The Judgment Day, que havia retornado. Após perderem uma luta pelo Campeonato Indiscutível de Duplas da WWE no episódio seguinte do Raw, o The Judgment Day atacou Dominik e Rey. Edge apareceu para salvá-los, mas acabou acertando Dominik acidentalmente com um spear. Na semana seguinte, Dominik confrontou Edge e o empurrou. Mais tarde naquela noite, durante uma luta entre Rey e Bálor, Ripley apareceu carregando Dominik nos ombros, que estava machucado e sangrando, e o jogou no chão, distraindo Rey tempo suficiente para Bálor vencer a luta. Dominik acompanhou Rey e Edge para a luta contra Bálor e Priest no Clash at the Castle em 3 de setembro, que foi vencida por Edge e Rey. Após a luta, Dominik deu um golpe baixo em Edge e um clothesline em Rey, virando heel pela primeira vez em sua carreira. No episódio seguinte do Raw, Dominik se uniu oficialmente ao The Judgment Day, ajudando o grupo a atacar Edge e Rey.
Como parte do The Judgment Day, Dominik adotou uma gimmick que imitava o "Latino Heat" de Eddie Guerrero, estando acompanhado por Ripley, que se referia a si mesma como a "Mami" de Dominik. Nos meses seguintes, Dominik entrou em uma rivalidade com seu pai, que se recusava a lutar contra ele. Durante um segmento em que Dominik e Ripley atacaram a família Mysterio no Dia de Ação de Graças, seu personagem mudou após ser preso pela polícia. Dominik também ajustou sua gimmick, passando a se apresentar como um jovem arrogante, fingindo ser um ex-presidiário perigoso que "cumpriu pena com as pessoas mais perigosas do mundo", embora sem ter a credibilidade de rua para sustentar essa imagem.
A rivalidade com seu pai continuou no Royal Rumble em 28 de janeiro, onde Dominik entrou usando a máscara de seu pai. Dominik e Bálor eliminaram Johnny Gargano antes de serem eliminados pelo eventual vencedor, Cody Rhodes. Com Ripley vencendo a luta feminina do Royal Rumble e escolhendo lutar pelo Campeonato Feminino do SmackDown, o The Judgment Day começou a aparecer no SmackDown, e assim Dominik passou a atormentar Rey novamente. No episódio de 13 de março do Raw, Dominik desafiou Rey para uma luta na WrestleMania 39, mas Rey se recusou, dizendo que nunca lutaria contra seu próprio filho. No episódio de 24 de março do SmackDown, Rey atacou Dominik após ele desrespeitar sua mãe e sua irmã, aceitando o desafio de Dominik. Na Noite 1 da WrestleMania 39, em 1º de abril, Rey derrotou Dominik após interferência da recém-reformada Latino World Order e de Bad Bunny.
Em julho, ele começou a trabalhar como "Dirty" Dominik Mysterio. No episódio de 17 de julho do Raw, Dominik e Priest não conseguiram conquistar o Campeonato Indiscutível de Duplas da WWE contra Kevin Owens e Sami Zayn. Na noite seguinte, no NXT, Dominik conquistou seu primeiro título individual ao derrotar Wes Lee pelo Campeonato Norte-Americano do NXT, após interferência de Bálor, Priest e Ripley, encerrando o reinado recorde de Lee de 269 dias. No episódio seguinte do SmackDown, Dominik derrotou Butch, do The Brawling Brutes, para reter o título. Com isso, Dominik se tornou a primeira pessoa na história da WWE a lutar nos eventos principais do Raw, NXT e SmackDown na mesma semana. No episódio seguinte do Raw, Dominik defendeu com sucesso o título contra Sami Zayn. No NXT The Great American Bash, em 30 de julho, Dominik defendeu com sucesso o título contra Lee e Mustafa Ali em uma luta triple threat. No episódio de 8 de agosto do NXT, Dominik reteve o título contra Dragon Lee.
No Payback, em 2 de setembro, Dominik ajudou Bálor e Priest a conquistar o Campeonato Indiscutível de Duplas da WWE contra Kevin Owens e Sami Zayn e ajudou Ripley a reter o Campeonato Mundial Feminino contra Raquel Rodriguez. No episódio de 25 de setembro do Raw, Dominik derrotou Dragon Lee para reter seu título. No NXT No Mercy, em 30 de setembro, Dominik perdeu o título para Trick Williams, encerrando seu primeiro reinado com 74 dias, mas reconquistou o título 3 noites depois no NXT, tornando-se o terceiro lutador, após Johnny Gargano e Carmelo Hayes, a ganhar o título mais de uma vez. No episódio seguinte do NXT, Dominik foi derrotado em uma luta pelo Campeonato do NXT por Ilja Dragunov, após interferência de Williams. Na Noite 2 do NXT Halloween Havoc, em 31 de outubro, Dominik defendeu com sucesso seu título contra Nathan Frazer. No Survivor Series WarGames, em 25 de novembro, Dominik participou de sua primeira luta WarGames ao lado do The Judgment Day (que agora incluía JD McDonagh) e Drew McIntyre contra Cody Rhodes, Jey Uso, Seth "Freakin" Rollins, Sami Zayn e Randy Orton, que fez o seu retorno, em uma derrota. No NXT Deadline, em 9 de dezembro, Dominik perdeu o Campeonato Norte-Americano do NXT para Dragon Lee, encerrando seu segundo reinado com 67 dias. Em 27 de janeiro de 2024, Dominik entrou no Royal Rumble masculino no número #9, eliminando Carmelo Hayes e Bron Breakker antes de ser eliminado por CM Punk. Na Noite 1 da WrestleMania XL, em 6 de abril, Dominik fez equipe com Santos Escobar, do Legado Del Fantasma, contra seu pai, Rey, e Andrade, em uma derrota após interferência de Lane Johnson e Jason Kelce.

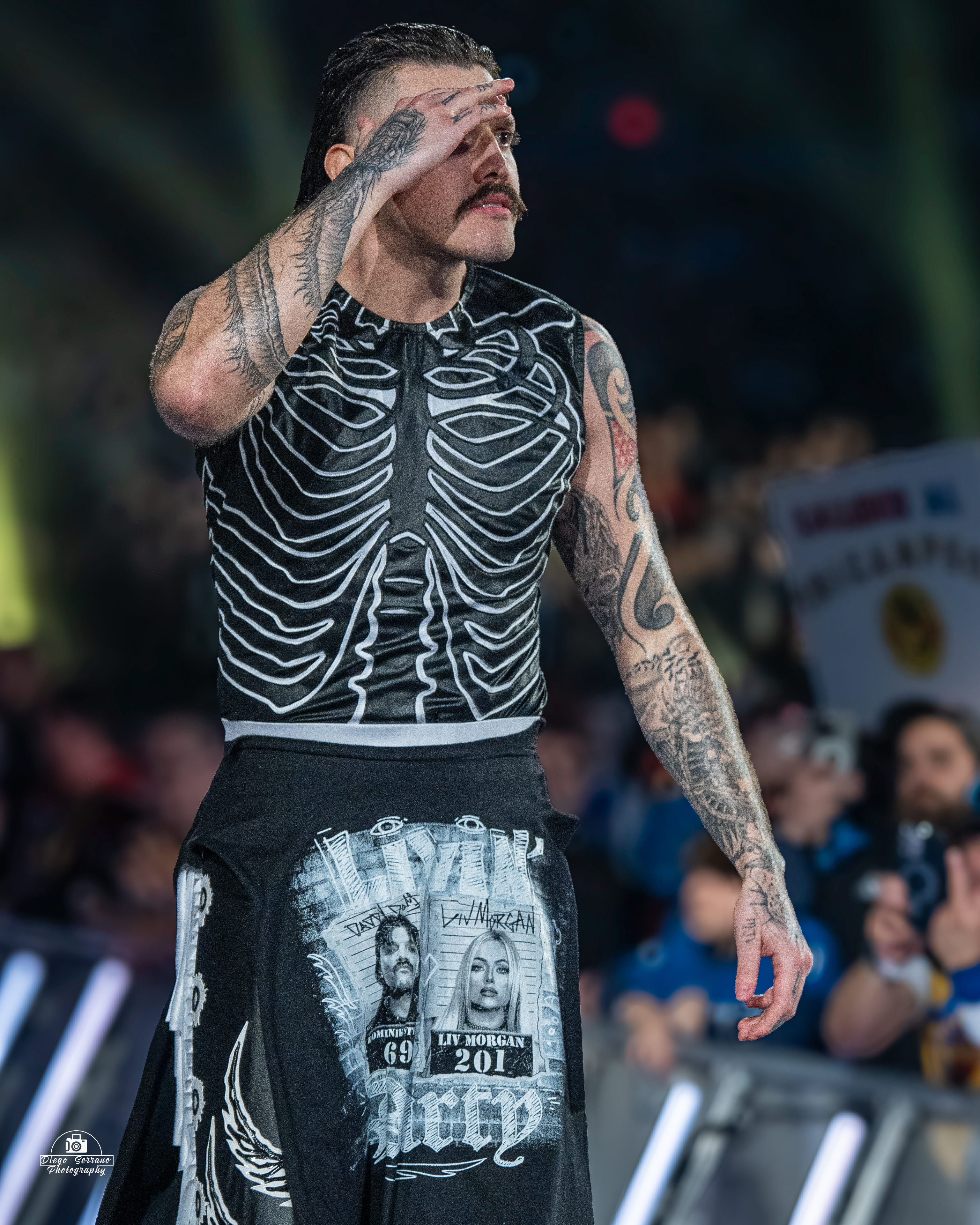
Mysterio no Royal Rumble de 2025.

No episódio de 15 de abril do Raw, Dominik sofreu uma lesão legítima no cotovelo durante uma luta contra Andrade, e foi estimado que ele ficaria fora das atividades no ringue por “cerca de seis a oito semanas”. Durante esse tempo, ele iniciou uma storyline com Liv Morgan, ajudando acidentalmente ela a derrotar Becky Lynch para conquistar o Campeonato Feminino no King and Queen of the Ring, em 25 de maio. No episódio seguinte do Raw, em uma tentativa de ajudar Lynch a recuperar o título, Dominik interferiu novamente na luta entre Lynch e Morgan. No entanto, Morgan manteve o título e deu um beijo em Dominik após a luta. Nas semanas seguintes no Raw, como parte de seu plano de tirar tudo de Rhea Ripley, Morgan continuou flertando com Dominik para tentar conquistá-lo. No episódio de 8 de julho, eles formaram uma equipe para enfrentar Rey Mysterio e Zelina Vega. Dominik venceu a luta ao fazer seu pai realizar o pinfall — o que foi uma primeira vez em sua carreira — e quase beijou Morgan depois, mas foram interrompidos por Ripley, que fez o seu retorno. Dominik conseguiu reconquistar a confiança de Ripley no episódio de 22 de julho do Raw, ao dizer publicamente a Morgan que a odiava e fazê-la chorar, mas no SummerSlam, apenas duas semanas depois, ele ajudou Morgan a reter o título e acabou traindo Ripley. Após isso, Dominik e Morgan enfrentaram Ripley e Damian Priest no Bash in Berlin, onde foram derrotados. No Bad Blood, Dominik foi suspenso acima do ringue em uma jaula de tubarão durante uma revanche de título entre Morgan e Ripley, onde foi atacado por Ripley após pendurar-se da jaula. No Royal Rumble de 2025, Dominik competiu no evento, entrando na luta como o número 26, mas foi rapidamente eliminado por Priest. Em março de 2025, seu nome no ringue foi revertido para Dominik Mysterio.
Nos meses seguintes, ele apoiaria Bálor em sua busca pelo Campeonato Intercontinental, enquanto as tensões entre eles aumentavam. Na Noite 2 da WrestleMania 41, Dominik derrotou Bálor, Penta e o então campeão Bron Breakker em uma luta fatal four-way para conquistar o título ao fazer o pinfall em Bálor, marcando seu primeiro campeonato individual no plantel principal e tornando-se parte da terceira dupla pai e filho a conquistar esse título. Na noite seguinte no Raw, Dominik defendeu com sucesso o título contra Penta em sua primeira defesa de título após a ajuda de Carlito e do retorno de McDonagh. No Backlash, Dominik novamente defendeu o título contra Penta, retendo-o após interferência de El Grande Americano.

#### Estréia pela AAA
No evento Alianzas de 25 de Julho de 2025, Dominik, encapuzado, invade o ringue e toma o Megacampeonato da AAA. Desafia El Hijo del Vikingo, El Grande Americano e Dragon Lee pra uma luta fatal 4-way no Triplemanía XXXIII

## Vida pessoal
Dominik Gutiérrez nasceu em 5 de abril de 1997, filho de Angie e Óscar Gutiérrez, mais conhecido como Rey Mysterio. Ele tem uma irmã mais nova, Aalyah. Em entrevista, Rey Mysterio disse que seu filho recebeu o nome de um personagem do filme Heat.
Mysterio casou-se com sua namorada de longa data, Marie Juliette, no dia 6 de março de 2024.

## Títulos e prêmios
- ESPN

Mysterio é uma vez e o atual campeão intercontinental da WWE.

  - ESPN o colocou em #1º dos 30 melhores lutadores profissionais com menos de 30 anos em 2024[74]
- New York Post
  - Facção do Ano (2023) como parte do The Judgment Day[75]
- Pro Wrestling Illustrated
  - Novato do ano (2020)[76]
  - Lutador Mais Odiado do Ano (2023)
  - PWI o colocou na #69ª posição dos 500 melhores lutadores individuais no PWI 500 em 2024[77]
- WWE
  - Campeonato Intercontinental da WWE (1 vez, atual)
  - Campeonato Norte-Americano do NXT (2 vezes)[78]
  - Campeonato de Duplas do SmackDown (1 vez) – com Rey Mysterio
  - Prêmio Bumpy (1 vez)
    - Dupla do Semestre – com Rey Mysterio[79]

  - Slammy Award (3 vezes)
    - Facção do Ano (2024) – como membro do The Judgment Day
    - Vilão do Ano (2024)
    - Vilão do Ano (2025) - com Liv Morgan